# 西明日香
西 明日香（にし あすか、1988年2月10日 - ）は、日本の女性声優。兵庫県出身。シグマ・セブン所属。

## 経歴
ナレーターを「素敵な仕事」だと感じ、それが声優を目指すきっかけになったと語っている。
アミューズメントメディア総合学院卒業。
中学、高校の6年間は吹奏楽部に所属し中学、高校共に部長を務めフルートを担当していた。
2007年、専門学校在学中に、第2回シグマ・セブン公開オーディションに大亀あすか、田丸篤志、渕上舞らと共に合格する。
2008年、専門学校を卒業し、シグマ・セブンe所属となる。
2009年、テレビアニメ『けいおん!』でアニメに初めて出演する。
2013年、ネットラジオ『スクエニChan!』の企画によって秘書検定3級資格を取得。
2015年4月、シグマ・セブンeからシグマ・セブンに移籍。
2016年2月、日本ふんどし協会「ベストフンドシスト賞2015」を受賞。
2016年4月、公式サイト、公式Twitterを開設。
2016年10月、初のフォトブック『west side』（東京ニュース通信社）を発売。シングル「Honey Face」でアーティストデビュー。
2017年2月11日、自らのバースデーイベントにて2ndシングルの発売が発表され、同年10月25日に2ndシングル「どきどきしちゃうどっきどき」が発売された。
2021年4月1日、Twitterにて一般男性と結婚したことを発表した。
2022年11月18日、第1子妊娠を公表。2023年4月10日、第1子女児の出産を報告。

## 人物
憧れの声優には、皆口裕子の名前を挙げている。
年齢非公表だが、本人は実年齢のヒントを口にしたり、時々実年齢を言ってしまっては「あっ！また言っちゃった」と半分ギャグにしている。
趣味は犬と遊ぶこと。実家でチョコという名前の犬を飼っていた。ただし本名では呼ばれず"チョッピー"という愛称が多用されていた。テレビアニメ『洲崎西 THE ANIMATION』では自らチョッピー役を演じた。なお、チョッピーは2024年7月初旬に死去したことが西本人の冠トーク番組で語られた。
また、2018年秋頃から自宅で新たにまめ太という名前の犬を飼っている。
特技はフルート演奏、水泳。
好きな食べ物は牛乳と田舎のイチゴ。嫌いな食べ物はナスとキュウリと生魚。さらにエビアレルギーである。
Mr.Children、Superfly、YUKIの音楽を好んで聴く。
誕生日に小松未可子からふんどしをもらったことから同業者へふんどしの普及に努め、日本ふんどし協会「ベストフンドシスト賞2015」を受賞した。

## 交友
仲の良い声優として、洲崎綾、ユニットRhodanthe*のメンバー（田中真奈美、種田梨沙、内山夕実、東山奈央）、三澤紗千香、明坂聡美、大橋彩香、荻野可鈴、大久保瑠美、荒川美穂、大亀あすかの名前を挙げている。また、佐藤聡美を“心の姉”と称している。
特に、洲崎とはラジオ番組『洲崎西』で共にパーソナリティーを務め、また、事務所の同期である田丸篤志も加えてLINEのグループを作ったり、飲みに行ったり映画を見に行ったりするなど非常に仲がよい。

## 出演
太字はメインキャラクター。

### テレビアニメ
2009年
- けいおん!（生徒）

2010年
- 俺の妹がこんなに可愛いわけがない（触手妹）
- 探偵オペラ ミルキィホームズ（2010年 - 2012年、女子生徒B、女子生徒、男の子） - 2シリーズ

2011年
- 快盗天使ツインエンジェル〜キュンキュン☆ときめきパラダイス!!〜（女子生徒B）
- 神様のメモ帳（女子B）
- ちび☆デビ!（中川しおり）
- 花咲くいろは（マイ、生徒D）
- 緋弾のアリア（メイドB）

2012年
- あらしのよるに 〜ひみつのともだち〜（幼児白ヤギ）
- うぽって!!（子供A）
- えびてん 公立海老栖川高校天悶部（金森羽片）
- さくら荘のペットな彼女（2012年 - 2013年、女子C、客4、女の子B、女子A）
- しろくまカフェ（園児）
- 好きっていいなよ。（女の子、女子生徒）
- 戦国コレクション（“風流人”松尾芭蕉）
- となりの怪物くん（女生徒A）
- ハイスクールD×D（2012年 - 2018年、レイヴェル・フェニックス） - 3シリーズ
- バトルスピリッツ ソードアイズ（2012年 - 2013年、ヤマブキ、女の子、ウェイトレス、ちびドラ）
- モーレツ宇宙海賊（ウルスラ・アブラモフ）

2013年
- ガリレイドンナ（女子学生）
- きんいろモザイク（2013年 - 2015年、大宮忍） - 2シリーズ
- 翠星のガルガンティア（ウェイトレス）
- 直球表題ロボットアニメ（フジイ）
- てさぐれ!部活もの（2013年 - 2015年、鈴木結愛） - 3シリーズ
- はたらく魔王さま！（2013年 - 2023年、鈴木梨香） - 3シリーズ
- 機巧少女は傷つかない（アンリエット・ブリュー）
- 問題児たちが異世界から来るそうですよ?（三毛猫、店員、メイド、精霊）
- 夜桜四重奏 〜ハナノウタ〜（緑子）
- 私がモテないのはどう考えてもお前らが悪い!（女子生徒）

2014年
- 桜Trick（野田シノブ）
- 精霊使いの剣舞（ホリン・シャレイリア、生徒）
- selector infected WIXOSS（ゆうこ）
- ハマトラ（空港の受付）
- 風雲維新ダイ☆ショーグン（桜木）
- マケン姫っ!通（モンジ）
- 魔法科高校の劣等生（2014年 - 2024年、明智英美） - 3シリーズ
- 六畳間の侵略者!?（コス研部員、女の子）
- 47都道府犬R（兵庫犬）

2015年
- GATE 自衛隊 彼の地にて、斯く戦えり（メイア）
- 幸腹グラフィティ（米谷美咲、おにぎり少女、樹）
- 洲崎西 THE ANIMATION（西明日香、チョッピー） ※第2話の手書き文字も担当
- ダンジョンに出会いを求めるのは間違っているだろうか（2015年 - 2025年、アーニャ・フローメル） - 5シリーズ
- ミカグラ学園組曲（百合子）

2016年
- Go!プリンセスプリキュア（小鳥）
- 三者三葉（葉山光）
- 食戟のソーマ シリーズ（2016年 - 2020年、木久知園果） - 2シリーズ
- 魔法少女育成計画（たま）
- 魔法少女?なりあ☆がーるず（魔獣）
- 魔法少女なんてもういいですから。（ポチ、少女B）
- Rewrite（ちびもす、幼いミドウ）
- Lostorage incited WIXOSS（雪野かがり）

2017年
- 3月のライオン（いちご、佐倉ちほ）
- アイドル事変（金月アイナ）
- Rewrite（幼いミドウ、ちびもす）
- ツインエンジェルBREAK（伊院千代理）
- アニメガタリズ（赤羽椿）
- ブラッククローバー（2017年 - 2021年、ミモザ・ヴァーミリオン）

2018年
- ラーメン大好き小泉さん（店員A）
- ひもてはうす（えにし）

2019年
- えんどろ〜!（ちびドラゴン、ドラゴン）
- ありふれた職業で世界最強（2019年 - 2025年、中村恵里） - 3シリーズ
- スター☆トゥインクルプリキュア（2019年 - 2020年、ヤンヤン）

2020年
- マギアレコード 魔法少女まどか☆マギカ外伝（純美雨）
- 八男って、それはないでしょう!（エリーゼ・カタリーナ・フォン・ホーエンハイム）
- りばあす（西あすか）
- 恋とプロデューサー〜EVOL×LOVE〜（ファン）

2021年
- 回復術士のやり直し（アンナ）
- SCARLET NEXUS（ナオミ・ランドール）
- 魔法科高校の優等生（アメリア＝英美＝明智＝ゴールディ）
- 精霊幻想記（2021年 - 2024年、アルマ） - 2シリーズ
- かぎなど（2021年 - 2022年、ちびもす） - 2シリーズ

2022年
- Extreme Hearts（塚原愛子）

### 劇場アニメ
- デス・ビリヤード（2013年、女性客）
- モーレツ宇宙海賊 ABYSS OF HYPERSPACE -亜空の深淵-（2014年、ウルスラ・アブラモフ[58]）
- 劇場版 ダンジョンに出会いを求めるのは間違っているだろうか -オリオンの矢-（2019年、アーニャ・フローメル）
- 劇場版 ハイスクール・フリート（2020年、榊原つむぎ）
- 劇場版 きんいろモザイク Thank You!!（2021年、大宮忍[59]）
- ブラッククローバー 魔法帝の剣（2023年、ミモザ・ヴァーミリオン[60]）

### OVA
- 問題児たちが異世界から来るそうですよ? 〜温泉漫遊記〜（2013年、女性客A） - 小説第8巻Blu-ray同梱版
- ハイスクールD×D BorN（2015年、レイヴェル・フェニックス） - 小説DX.2 BD付限定版
- きんいろモザイク Pretty Days（2016年、大宮忍）
- クイーンズブレイド グリムワール（2016年、海月）
- OVA アズールレーン Queen's Orders（2023年、ヴァリアント[61]）

### Webアニメ
- Starry☆Sky（2010年、園児〈3〉）
- センリツのルシファー ただひとつの始まりの歌（2017年、茨木童子[62]）

### ゲーム
2011年
- INSTANT BRAIN（ステファニー）
- FAIRY TAIL PORTABLE GUILD 2（デイジー・ロコモコス）

2013年
- 嫁コレ（西明日香）

2014年
- 御城プロジェクト（飫肥城、小田原城、備中高松城）
- 三国志パズル大戦（孫氏）
- ハイスクールD×D NEW FIGHT（レイヴェル・フェニックス）
- ヒーローズプレイスメント（生野姫花）
- 魔法科高校の劣等生 Out of Order（明智英美）
- 萌えぷちチャット（星井瑠奈）
- 恋Q部!（筒井恵）

2015年
- アイパラ! IDOL PARADISE（アンジェ・ティアーズ）
- ウチの姫さまがいちばんカワイイ（大宮忍）
- 家電少女（めるも）
- クイズRPG 魔法使いと黒猫のウィズ（ソラナ・カルナ）
- 限界凸起 モエロクリスタル（ルルシィ）
- 白猫プロジェクト（フィオーラ・バクレム）
- 神撃のバハムート（パイン）
- トイズドライブ（怪盗マリー、冬原あやめ）
- パズル戦隊デナレンジャー（流水杏 / デナピンク）
- 封印勇者！マイン島と空の迷宮（ピア）
- ミラクルガールズフェスティバル（大宮忍、鈴木結愛）

2016年
- アイドル事変（金月アイナ）
- アイドルデスゲームTV（烏丸理都）
- アドヴェントガール（周瑜）
- 一血卍傑-ONLINE-（ヤマビコ）
- 御城プロジェクト:RE（千狐、飫肥城、小田原城、備中高松城、小峯城）
- モン娘☆は〜れむ（あさつき）

2017年
- 白猫テニス（サクラ・アウクセシア）
- 戦艦少女R（平海）
- ダンジョンに出会いを求めるのは間違っているだろうか 〜メモリア・フレーゼ〜（アーニャ・フローメル（システムボイス））
- マギアレコード 魔法少女まどか☆マギカ外伝（2017年 - 2022年、純美雨）
- てさぐれ！ゲームもの（鈴木結愛）
- きららファンタジア（2017年 - 2022年、大宮忍、葉山光）
- モンスターストライク（2017年 - 2024年、背徳ピストルズ〈茨木童子〉）

2018年
- バレットガールズ ファンタジア（サリア・ヴィオレット）
- ブラッククローバー カルテットナイツ（ミモザ・ヴァーミリオン）

2019年
- ハイスクール・フリート 艦隊バトルでピンチ!（榊原つむぎ）

2020年
- 八男って、それはないでしょう!〜もう一人の転生者〜（エリーゼ）
- アズールレーン（ヴァリアント）

2021年
- 廃深（桜井奈々）
- SCARLET NEXUS（ナオミ・ランドール）

2022年
- ビートリフレ（雨宮 夢結）

2023年
- 俺の有休恋物語（天草果南）
- 廃深2（桜井奈々）

2024年
- モンソニ!（茨木童子）

2025年
- 魔法少女まどか☆マギカ Magia Exedra（純美雨）

### ドラマCD
2008年
- SASRA2（マルキア・アレキサンドルス）

2011年
- ナナとカオル（蘭〈高1女子〉）※単行本7巻 初回限定版

2013年
- 月刊少女野崎くん（佐倉千代）

2014年
- 当て屋の椿（篝）※単行本9巻 限定版
- キャンディポップナイトメア（一ノ瀬一花）
- Z/X NC DramaCD (2) ドラミコクインテット（白の竜の巫女ニノ）
- モーレツ宇宙海賊 拝啓、彼方さま（ウルスラ・アブラモフ）※Blu-ray 初回限定版

2015年
- いおの様ファナティクス（アイダ・ブルーメール）※新装版コミック1巻のドラマCD付き特装版
- 世界の終わりの世界録（エリーゼ）
- 中古でも恋がしたい! 〜ぜってーお前の理想になってやる！〜（初芝優佳）

2016年
- 中古でも恋がしたい!2 〜せーいちはウチに惚れてるもんね？〜（初芝優佳）
- 姫さま狸の恋算用（ミヨ）

2018年
- 大国チートなら異世界征服も楽勝ですよ? グロリア帝国戦勝記念特別ラジオ（キャラ）※オーディオドラマのCD化

2019年 
- 精霊幻想記（2019年、アルマ） - 小説14巻ドラマCD付き特装版

### 吹き替え
- iCarly[要出典]

### ナレーション
- 日本工学院 八王子校 体験入学案内バス[要出典]
- アニメ女子 おうちカフェ部（AT-X）[要出典]
- KADOKAWA カラー改訂版 まるおぼえ英単語2600（2014年9月）[107]
- パナソニック 女子のためのエチケットカッター ER-GN25（2014年12月26日）[108][出典無効]
- TVアニメ幸腹グラフィティPRESENTS ムネやけ（2014年 - 2015年、HiBiKi Radio Station）[109]
- ワラッチャオ!（2015年8月23日[要出典]、2016年2月7日[110]、NHK BSプレミアム）
- ほぼほぼ（2016年 - 2017年、テレビ東京）[111]

### ボイスオーバー
- エチカの鏡〜ココロにキクTV〜[要出典]

### 朗読劇
- リーディングシェイクスピア「ロミオとジュリエット」（ジュリエット 役、2019年12月21日、サンシャイン劇場）[112]

### ラジオ番組
※はインターネット配信。
- アニたまどっとコム（2007年3月、ラジオ関西）ブリッジナビゲーター[113]
- 岩田光央・鈴村健一 スウィートイグニッション（2007年 - 2008年、ラジオ大阪）2007年度アシスタントパーソナリティ[114]
- スクエニChan!（2011年 - 2014年、スクウェア・エニックス 公式webラジオ※）アシスタント[115][注 1]
- シグマ・ラジオ（2012年[注 2]、シグマ・セブン※）アシスタント[117]
- 洲崎西（2013年 - 、超!A&G+※  → ニコニコチャンネル※・YouTube※）パーソナリティ[118]
- 嫁コレPRESENTS「三澤紗千香・西明日香のCHEERING PARTY!!」（2013年、アニメイトTV※）パーソナリティ[119]
- てさぐれ!ラジオもの（2013年 - 2014年、日テレオンデマンド※・ニコニコチャンネル※）[120]
- Rhodanthe*のおしゃべりモザイク（2015年 - 2022年、FlyingDog※）[121]
- てさぐれ!ラジオもの すぴんおふ（2015年、日テレオンデマンド※・ニコニコチャンネル※）[120]
- 西明日香のデリケートゾーン!（2015年 - 2019年、文化放送 超!A&G+※）パーソナリティ[122]
- にししのらじじ〜西明日香の大事なところ♡〜（2019年 -  、ニコニコチャンネル※）

### ラジオCD
- 洲崎西 DJCD vol.1 - 9
- 一番くじ 魔法科高校の劣等生 D賞 ラジオCD

### テレビ番組
※はインターネット配信。
- アニソン★カフェ ゆめが丘（2009年、tvk）[123]
- きゅんいろモザイク（2013年、YouTube FlyingDog Channel）[124]
- つれゲー（2014年、Pigoo）[125]
- GirlsNews〜声優（2014年 - 2015年、Pigoo） [126]
- 猫ブース鬼パーセント芋!!（2014年 - 2015年、ニコニコ生放送※）[127]
- お祓え！西神社（2015年 - 、Pigoo）[128]
- あすかりんのこぜにかせぎ（2016年 - 2017年、ニコニコ生放送※）[129]
- 西明日香・吉田有里のたびび!!（2017年 - 、AbemaTV）[130]
- あすかりんのこぜにかせぎS（2017年 - 、ニコニコ生放送※）

### 映像商品
- 人狼バトル〜missing girl in fairyland〜（2014年2月12日）
- Rhodanthe* Special Live BD 2014 「ハロー＊コンニチハ!!」＠Zepp Tokyo（2014年10月22日）[131]
- 声優散歩〜西明日香〜 （2015年5月21日[132]）
- Rhodanthe* New Year Concert 2016 BD「FIRST*MODE」＠東京国際フォーラムホールA（2016年6月22日）[133]
- Rhodanthe* Music Festival 2022 「大感謝!!」 ＠ぴあアリーナMM（2023年3月29日）[134]

### オーディオドラマ
- 終末のハーレム（2017年、北山玲奈[135]）
- 大国チートなら異世界征服も楽勝ですよ? グロリア帝国戦勝記念特別ラジオ（2018年、キャラ[136]）
- ASMR作品『UNLUCKY LOVE ～好きな子に告白して振られて落ち込んでいたら、その女の子が父親と再婚し義母(ママ)になったので母親として僕を甘やかそうとしてくる～』（2021年、同級生で義母の女の子）
- ありふれた職業で世界最強 ボイスドラマ（2022年、中村恵里）
- Extreme Hearts S×S×S（2022年、塚原愛子）

### その他コンテンツ
- 劇団しし座 第67回公演「愚者には見えないラ・マンチャの王様の裸」（2007年、生徒[137]）
- Microsoft Windows 8 DSP版 プロモーションキャラクター（2012年、窓辺ゆう[138]）
- クラリオン 方言版ダウンロードボイス（2014年、有馬綾乃[139]）
- きんモザアラーム 〜忍編〜（2016年、大宮忍[140]）
- Project COLD（2022年、坂口悠里）
- ボイスコミック『ピチカートの眠る森』（2025年6月6日、エミリー[141]）

## ディスコグラフィ

### シングル
|                | 発売日         | タイトル                   | 規格番号         | 規格番号 | 規格番号 | オリコン 最高位 |
| 初回特典生産盤 | 発売日         | タイトル                   | アニメイト限定盤 | 通常盤   |          | オリコン 最高位 |
| -------------- | -------------- | -------------------------- | ---------------- | -------- | -------- | --------------- |
| 1st            | 2016年10月19日 | Honey Face                 | NAMC-001         | NAMC-002 | NAMC-003 | 23位            |
| 2nd            | 2017年10月25日 | どきどきしちゃうどっきどき | NAMC-004         | NAMC-005 | NAMC-006 | 36位            |

### キャラクターソング
| 発売年 | 発売日   | 商品名                                                                        | 歌 | 楽曲 | 備考                                                             |
| ------ | -------- | ----------------------------------------------------------------------------- | --- | --- | ---------------------------------------------------------------- |
| 2012年 | 8月8日   | 戦国コレクション キャラクターソングコレクション Vol.4                         | “風流人”松尾芭蕉（西明日香） | 「前向きの句 2012」 | テレビアニメ『戦国コレクション』関連曲                           |
| 2012年 | 11月9日  | 未来色の約束                                                                  | 星の少女tai☆ | 「未来色の約束」 | テレビアニメ『えびてん 公立海老栖川高校天悶部』主題歌            |
| 2012年 | 11月9日  | 未来色の約束                                                                  | 星の少女tai☆ | 「Treasure〜星の少女tai☆Mix〜」 | テレビアニメ『えびてん 公立海老栖川高校天悶部』関連曲            |
| 2012年 | 11月9日  | 未来色の約束                                                                  | 金森羽片（西明日香） from 星の少女tai☆ | 「未来色の約束〜Asuka iro Mix〜」 | テレビアニメ『えびてん 公立海老栖川高校天悶部』関連曲            |
| 2012年 | 11月30日 | えびてん カラオケ大会CD その1                                                 | 金森羽片（西明日香） from 星の少女tai☆ | 「地球にI LOVE YOU」 | テレビアニメ『えびてん 公立海老栖川高校天悶部』関連曲            |
| 2012年 | 12月7日  | えびてん 公立海老栖川高校天悶部 Character Song Album THEリスペクト EB10 Vol.1 | 金森羽片（西明日香） from 星の少女tai☆ | 「地球に I Love You〜TV mix〜」 「Moe Romance」 | テレビアニメ『えびてん 公立海老栖川高校天悶部』関連曲            |
| 2012年 | 12月7日  | えびてん 公立海老栖川高校天悶部 Character Song Album THEリスペクト EB10 Vol.1 | 戸田山響子（阿澄佳奈）、金森羽片（西明日香）、廣松理圭（村井理沙子）                                                                                           | 「未来色の約束〜TV mix〜」 「ビバビバ天悶部」 | テレビアニメ『えびてん 公立海老栖川高校天悶部』関連曲            |
| 2012年 | 12月21日 | えびてん 公立海老栖川高校天悶部 Character Song Album THEリスペクト EB10 Vol.2 | 戸田山響子（阿澄佳奈） feat. 星の少女tai☆ | 「未来色の約束〜KYOKO IRO mix〜」 | テレビアニメ『えびてん 公立海老栖川高校天悶部』関連曲            |
| 2012年 | 12月21日 | えびてん 公立海老栖川高校天悶部 Character Song Album THEリスペクト EB10 Vol.2 | 金森羽片（西明日香） | 「DON'T LOOK BACK〜TV mix〜」 「ビバビバ天悶部〜KANAMORI mix〜」 | テレビアニメ『えびてん 公立海老栖川高校天悶部』関連曲            |
| 2013年 | 1月25日  | えびてん カラオケ大会CD その3                                                 | 金森羽片（西明日香） | 「DON'T LOOK BACK」 | テレビアニメ『えびてん 公立海老栖川高校天悶部』関連曲            |
| 2013年 | 6月15日  | Mir8cle Days／どんな未来でも                                                  | 窓辺ゆう（西明日香）、窓辺あい（田村奈央） | 「Mir8cle Days」 「どんな未来でも」 | Windows 8 プロモーションキャラクター『窓辺ゆう&窓辺あい』関連曲  |
| 2013年 | 6月26日  | 関連曲集ロボットアニメ                                                        | フジイ（西明日香） | 「What's The Laughing?」 | テレビアニメ『直球表題ロボットアニメ』関連曲                     |
| 2013年 | 7月24日  | Jumping!!/Your Voice                                                          | Rhodanthe* | 「Jumping!!」 | テレビアニメ『きんいろモザイク』オープニングテーマ               |
| 2013年 | 7月24日  | Jumping!!/Your Voice                                                          | Rhodanthe* | 「Your Voice」 | テレビアニメ『きんいろモザイク』エンディングテーマ               |
| 2013年 | 8月21日  | TVアニメーション きんいろモザイク サウンドブック はじめまして よろしくね。    | Rhodanthe* | 「さつきいろハルジオン」 | テレビアニメ『きんいろモザイク』関連曲                           |
| 2013年 | 8月21日  | TVアニメーション きんいろモザイク サウンドブック はじめまして よろしくね。    | 大宮忍（西明日香）、アリス・カータレット（田中真奈美） | 「ももいろセレブレーション」 | テレビアニメ『きんいろモザイク』関連曲                           |
| 2013年 | 9月25日  | きんいろモザイク BD・DVD第1巻特典CD                                           | 大宮忍（西明日香） | 「いろどりポインセチア」 | テレビアニメ『きんいろモザイク』関連曲                           |
| 2013年 | 10月9日  | TVアニメーション きんいろモザイク サウンドブック いつまでも一緒だよ。         | 大宮忍（西明日香）、小路綾（種田梨沙） | 「ひまわりいろサマーデイズ」 | テレビアニメ『きんいろモザイク』関連曲                           |
| 2013年 | 10月9日  | TVアニメーション きんいろモザイク サウンドブック いつまでも一緒だよ。         | Rhodanthe* | 「さくらいろチェリッシュ」 | テレビアニメ『きんいろモザイク』関連曲                           |
| 2013年 | 10月23日 | てさぐれ!部活もの 関連楽曲集 てさぐれ!歌もの                                  | 鈴木結愛（西明日香）、佐藤陽菜（明坂聡美）、高橋葵（荻野可鈴）、田中心春（大橋彩香）                                                                           | 「Stand Up!!!!」 | テレビアニメ『てさぐれ!部活もの』オープニングテーマ              |
| 2013年 | 10月23日 | てさぐれ!部活もの 関連楽曲集 てさぐれ!歌もの                                  | 鈴木結愛（西明日香）、佐藤陽菜（明坂聡美）、高橋葵（荻野可鈴）、田中心春（大橋彩香）                                                                           | 「12ヶ月」 | テレビアニメ『てさぐれ！部活もの』エンディングテーマ             |
| 2013年 | 10月23日 | てさぐれ!部活もの 関連楽曲集 てさぐれ!歌もの                                  | 鈴木結愛（西明日香） | 「ひらめいチャッチャ！」 | テレビアニメ『てさぐれ！部活もの』関連曲                         |
| 2014年 | 2月26日  | きんいろモザイク BD・DVD第6巻特典CD                                           | 大宮忍（西明日香）、アリス・カータレット（田中真奈美）、小路綾（種田梨沙）、猪熊陽子（内山夕実）、九条カレン（東山奈央）                                       | 「ぎんいろスノウドロップ」 | テレビアニメ『きんいろモザイク』関連曲                           |
| 2014年 | 3月19日  | てさぐれ！部活もの あんこーる関連楽曲集 てさぐれ！歌もの あんこーる           | 鈴木結愛（西明日香）、佐藤陽菜（明坂聡美）、高橋葵（荻野可鈴）、田中心春（大橋彩香）                                                                           | 「てさぐり部部歌」 「ちゃんとStand Up!!!!」 | テレビアニメ『てさぐれ！部活もの あんこーる』関連曲              |
| 2014年 | 3月19日  | てさぐれ！部活もの あんこーる関連楽曲集 てさぐれ！歌もの あんこーる           | 鈴木結愛（西明日香）、佐藤陽菜（明坂聡美）、高橋葵（荻野可鈴）、田中心春（大橋彩香）、園田萌舞子（上田麗奈）                                                   | 「それぞれの12ヶ月」 | テレビアニメ『てさぐれ！部活もの あんこーる』関連曲              |
| 2014年 | 4月23日  | 47都道府犬R“ワン”ダフル・ソングス                                             | 兵庫犬（西明日香） | 「ウィンナーをタコにしないで」 | テレビアニメ『47都道府犬R』関連曲                                |
| 2014年 | 12月3日  | TVアニメーション ハロー!!きんいろモザイク キャラクターCD Music Palette1       | 大宮忍（西明日香） | 「はじまりいろスプラッシュ」 | テレビアニメ『ハロー!!きんいろモザイク』関連曲                   |
| 2014年 | 12月28日 | Z/X -Zillions of enemy X- NC DramaCD (2) 「ドラミコクインテット」             | 赤の竜の巫女メイラル（佐倉綾音）、青の竜の巫女ユイ（洲崎綾）、白の竜の巫女ニノ（西明日香）、黒の竜の巫女バラハラ（早見沙織）、緑の竜の巫女クシュル（今井麻美） | 「未来がひとつに」 | 『Z/X』関連曲                                                    |
| 2015年 | 4月29日  | 夢色パレード/My Best Friends                                                  | Rhodanthe* | 「夢色パレード」 | テレビアニメ『ハロー!!きんいろモザイク』オープニングテーマ       |
| 2015年 | 4月29日  | 夢色パレード/My Best Friends                                                  | Rhodanthe* | 「My Best Friends」 | テレビアニメ『ハロー!!きんいろモザイク』エンディングテーマ       |
| 2015年 | 6月17日  | ハロー!!きんいろモザイク サウンドブック また、会えたね。                      | Rhodanthe* | 「きらめきいろサマーレインボー」 | テレビアニメ『ハロー!!きんいろモザイク』オープニングテーマ       |
| 2015年 | 6月24日  | ハロー!!きんいろモザイク BD・DVD第1巻特典CD                                   | 大宮忍（西明日香） | 「こがねいろハーベストムーン」 | テレビアニメ『ハロー!!きんいろモザイク』関連曲                   |
| 2015年 | 8月26日  | Smile☆Revolution                                                              | 洲崎西 | 「Smile☆Revolution」 | テレビアニメ『洲崎西 THE ANIMATION』主題歌                       |
| 2015年 | 8月26日  | Smile☆Revolution                                                              | 洲崎西 | 「ホップ・ステップ・ジャンプ!」 「AUNG」 | テレビアニメ『洲崎西 THE ANIMATION』関連曲                       |
| 2015年 | 9月2日   | FIRST*MODE                                                                    | Rhodanthe* | 「シロツメクサの約束」 「ほしいろサザンクロス」 「にじいろアンダンテ」 | テレビアニメ『ハロー!!きんいろモザイク』関連曲                   |
| 2015年 | 11月25日 | ハロー!!きんいろモザイク BD・DVD第6巻特典CD                                   | 大宮忍（西明日香）、アリス・カータレット（田中真奈美）、小路綾（種田梨沙）、猪熊陽子（内山夕実）、九条カレン（東山奈央）                                       | 「せいしゅんいろミモザ」 | テレビアニメ『ハロー!!きんいろモザイク』関連曲                   |
| 2016年 | 6月15日  | 「三者三葉」キャラクターソング Vol.3                                          | 葉山照（今村彩夏）、葉山光（西明日香） | 「最強ハーモニー」 | テレビアニメ『三者三葉』関連曲                                   |
| 2016年 | 6月15日  | 「三者三葉」キャラクターソング Vol.3                                          | 葉山光（西明日香） | 「全然デリシャス！」 | テレビアニメ『三者三葉』関連曲                                   |
| 2016年 | 11月9日  | Happy⋆Pretty⋆Clover                                                           | Rhodanthe* | 「Happy⋆Pretty⋆Clover」 | OVA『きんいろモザイク Pretty Days』主題歌                        |
| 2016年 | 11月9日  | Happy⋆Pretty⋆Clover                                                           | Rhodanthe* | 「Shining Star」 「Starring!!」 | OVA『きんいろモザイク Pretty Days』関連曲                        |
| 2018年 | 10月13日 | モテたいのー/おうちに帰ろう                                                   | ひもてはうす住人一同 | 「モテたいのー」 | テレビアニメ『ひもてはうす』オープニングテーマ                   |
| 2018年 | 10月13日 | モテたいのー/おうちに帰ろう                                                   | ひもてはうす住人一同 | 「おうちに帰ろう」 | テレビアニメ『ひもてはうす』挿入歌                               |
| 2018年 | 11月17日 | 『ひもてはうす』キャラクターカップリングソング集                              | 紐手こころ（明坂聡美）、えにし（西明日香） | 「なまえ」 「おうちに帰ろう（Duet ver.2）」 | テレビアニメ『ひもてはうす』関連曲                               |
| 2019年 | 2月6日   | Harmony                                                                       | Rhodanthe* | 「Harmony」 | 『きんいろモザイク』関連曲                                       |
| 2019年 | 3月27日  | -                                                                             | 岬明乃（夏川椎菜）宗谷ましろ（Lynn）、榊原つむぎ（西明日香）、高橋千華（瀬戸麻沙美）                                                                           | 「Victory Voyage!!」 | ゲーム『ハイスクール・フリート 艦隊バトルでピンチ!』テーマソング |
| 2021年 | 8月18日  | きんいろローダンセ                                                            | Rhodanthe* | 「きんいろローダンセ」 | 劇場アニメ『劇場版 きんいろモザイク Thank You!!』主題歌          |
| 2021年 | 8月18日  | きんいろローダンセ                                                            | Rhodanthe* | 「Cheers」 「Thank You for Your Smile」 | 『きんいろモザイク』関連曲                                       |
| 2021年 | 8月18日  | 大感謝                                                                        | Rhodanthe* | 「シロツメクサの約束 -Garland Ver.-」 「Happy★Pretty★Clover -Garland Ver.-」 「さつきいろハルジオン -Garland Ver.-」 「Jumping!! -Garland Ver.-」 「Starring -Garland Ver.-」 「にじいろアンダンテ -Garland Ver.-」 「Shining Star -Garland Ver.-」 「さくらいろチェリッシュ -Garland Ver.-」 「Your Voice -Garland Ver.-」 「夢色パレード -Garland Ver.-」 「ほしいろサザンクロス -Garland Ver.-」 「きらめきいろサマーレインボー -Garland Ver.-」 「せいしゅんいろミモザ -Garland Ver.-」 「My Best Friends -Garland Ver.-」 「ぎんいろスノウドロップ -Garland Ver.-」 | 『きんいろモザイク』関連曲                                       |
| 2021年 | 10月27日 | 魔法科高校の優等生 BD・DVD第2巻特典CD                                         | 光井ほのか（雨宮天）、北山雫（巽悠衣子）、明智英美（西明日香）                                                                                                 | 「永久迷宮?!NO THANK YOU!!」 | テレビアニメ『魔法科高校の優等生』関連曲                         |
| 2023年 | 10月25日 | メメントモリ Lament Collection Vol.1                                          | メルティーユ（西明日香） | 「世界中のすてきを」 | ゲーム『メメントモリ』キャラクター専用曲                         |

### その他参加楽曲
| 発売日        | 商品名                                                                           | 歌                                                                                                 | 楽曲 | 備考                                           |
| ------------- | -------------------------------------------------------------------------------- | -------------------------------------------------------------------------------------------------- | --- | ---------------------------------------------- |
| 2013年12月7日 | 6COLORS〜SEASIDE LIVE FES 2013                                                   | 洲崎西                                                                                             | 「タイムマシン」 「夢色キャンディー」 「次のヒロインは・・・私!!」 「夢見るファンタジー」                                                           | Webラジオ『洲崎西』関連曲                      |
| 2014年12月3日 | 洲崎西 MUSIC CLIP〜SEASIDE LIVE FES 2014〜 8DREAMS〜SEASIDE LIVE FES 2014〜      | 洲崎西                                                                                             | 「Happy New World」 「10年後に愛を届けよう」 「G.F.Y.D」 「弱虫コンプレックス」                                                                     | Webラジオ『洲崎西』関連曲                      |
| 2014年12月3日 | 洲崎西 MUSIC CLIP〜SEASIDE LIVE FES 2014〜 8DREAMS〜SEASIDE LIVE FES 2014〜      | 中村繪里子、田村睦心、洲崎綾、西明日香、内田彩、浅倉杏美、巽悠衣子、大橋彩香                       | 「New Horizon」 | イベント『SEASIDE LIVE FES 2014』テーマソング  |
| 2015年9月2日  | FIRST*MODE                                                                       | 西明日香 from Rhodanthe*                                                                           | 「憧れパラダイス」 | テレビアニメ『ハロー!!きんいろモザイク』関連曲 |
| 2015年11月6日 | Hi!!                                                                             | 洲崎西                                                                                             | 「Start Line」 「YELL」 「Destination」 「My Way」 「Believing」 「ドラマみたいなLIFEしたい」 「Dear My Boy」 「心に仮面系女子」 「永遠のプリズム」 | Webラジオ『洲崎西』関連曲                      |
| 2015年12月4日 | 洲崎西 MUSIC FLAVORS〜SEASIDE LIVE FES 2015〜 10FLAVORS〜SEASIDE LIVE FES 2015〜 | 洲崎西                                                                                             | 「Polar Star」 「誰のためでもなく」 「Double Rainbow」 「Dream Power」                                                                              | Webラジオ『洲崎西』関連曲                      |
| 2015年12月4日 | 洲崎西 MUSIC FLAVORS〜SEASIDE LIVE FES 2015〜 10FLAVORS〜SEASIDE LIVE FES 2015〜 | 洲崎綾、西明日香、内田彩、浅倉杏美、巽悠衣子、大橋彩香、佳村はるか、橋本ちなみ、田丸篤志、内田雄馬 | 「Thank You For Being You」 | イベント『SEASIDE LIVE FES 2015』テーマソング  |
| 2016年11月5日 | 洲崎西 MUSIC HOURS〜SEASIDE LIVE FES 2016〜 MUSIC HOURS〜SEASIDE LIVE FES 2016〜 | 洲崎西                                                                                             | 「壮絶☆ハイテンション」 「Pan Paca Pan」 「甘くて苦いチョコレート」 「Hare↑Bare↓＝グッドチョイス」                                                  | Webラジオ『洲崎西』関連曲                      |
| 2016年11月5日 | 洲崎西 MUSIC HOURS〜SEASIDE LIVE FES 2016〜 MUSIC HOURS〜SEASIDE LIVE FES 2016〜 | 洲崎綾、西明日香、巽悠衣子、大橋彩香、内田彩、浅倉杏美、田丸篤志、内田雄馬、照井春佳、諏訪彩花     | 「Blessing the Sky」 | イベント『SEASIDE LIVE FES 2016』テーマソング  |

## 書籍
- west side（2016年、ISBN 978-4-86336-590-2）[12]